# Bahnstrecke Tuttlingen–Inzigkofen
| Zug beim Schanztunnel, Fahrtrichtung Beuron. Rechts das mechanische Einfahrvorsignal des Bahnhofs Fridingen |                                                                |                                   |                              |
| Streckennummer: | 4660                                                           |                                   |                              |
| Kursbuchstrecke (DB): | 743 (Rottweil/Sigmaringen–Blumberg) 755 (Donaueschingen – Ulm) |                                   |                              |
| Kursbuchstrecke: | 306a (1946)                                                    |                                   |                              |
| Streckenlänge: | 37,414 km                                                      |                                   |                              |
| Spurweite: | 1435 mm (Normalspur)                                           |                                   |                              |
| Streckenklasse: | C4                                                             |                                   |                              |
| Maximale Neigung: | 10 ‰                                                           |                                   |                              |
| Minimaler Radius: | 270 m                                                          |                                   |                              |
| Streckengeschwindigkeit: | 100 km/h                                                       |                                   |                              |
| Zugbeeinflussung: | PZB, ZUB 262 (Thiergarten (Hohenz)–Inzigkofen)                 |                                   |                              |
| |                                                                |                                   |                              |
| \| \| \| von Hattingen \| \| \| \| \| von Immendingen \| \| \| \| -0,295 \| Tuttlingen \| 649 m \| \| \| \| nach Plochingen \| \| \| \| 0,240 \| Donau \| Donau \| \| \| 0,815 \| Tuttlingen Zentrum \| Tuttlingen Zentrum \| \| \| 2,330 \| Tuttlingen Nord (ehemals Bahnhof) \| 646 m \| \| \| 5,743 \| Nendingen (b Tuttlingen) \| 642 m \| \| \| 7,820 \| Stetten (Donau) \| Stetten (Donau) \| \| \| 9,077 \| Mühlheim (b Tuttlingen) \| 638 m \| \| \| 12,100 \| Donau \| Donau \| \| \| 12,950 \| Brücke über Feldweg \| Brücke über Feldweg \| \| \| 13,210 \| Donau \| Donau \| \| \| 13,722 \| Fridingen (b Tuttlingen) \| 632 m \| \| \| \| zum Hammerwerk Fridingen \| \| \| \| 14,330 \| Bära \| Bära \| \| \| 14,380 \| Schanztunnel (684 m) \| 634 m \| \| \| 16,520 \| Donau \| Donau \| \| \| 17,353 \| Beuron \| 618 m \| \| \| 19,110 \| Donau \| Donau \| \| \| 19,260 \| Käpfle-Tunnel (180,9 m) \| Käpfle-Tunnel (180,9 m) \| \| \| 23,642 \| Hausen i Tal \| 599 m \| \| \| 30,592 \| Thiergarten (Hohenz) \| 595 m \| \| \| 30,960 \| Donau \| Donau \| \| \| 31,040 \| Thiergartener Tunnel (275 m) \| Thiergartener Tunnel (275 m) \| \| \| 31,570 \| Donau \| Donau \| \| \| 32,300 \| Donau \| Donau \| \| \| 33,090 \| Gutenstein \| 587 m \| \| \| 34,210 \| Dietfurther Tunnel (74 m) \| Dietfurther Tunnel (74 m) \| \| \| 34,350 \| Donau \| Donau \| \| \| 35,870 \| Schmeie \| Schmeie \| \| \| \| von Tübingen \| \| \| \| 37,119 \| Inzigkofen \| 580 m \| \| \| \| nach Sigmaringen \| \| \| \| \| \| \| \| Quellen: [1] \| \| \| \| |                                                                |                                   |                              |
| Strecke |                                                                | von Hattingen                     | von Hattingen                |
| Abzweig geradeaus und von links |                                                                | von Immendingen                   | von Immendingen              |
| Bahnhof | -0,295                                                         | Tuttlingen                        | 649 m                        |
| Abzweig geradeaus und nach links |                                                                | nach Plochingen                   | nach Plochingen              |
| Brücke über Wasserlauf | 0,240                                                          | Donau                             | Donau                        |
| Haltepunkt / Haltestelle | 0,815                                                          | Tuttlingen Zentrum                | Tuttlingen Zentrum           |
| Haltepunkt / Haltestelle | 2,330                                                          | Tuttlingen Nord (ehemals Bahnhof) | 646 m                        |
| Haltepunkt / Haltestelle | 5,743                                                          | Nendingen (b Tuttlingen)          | 642 m                        |
| Haltepunkt / Haltestelle | 7,820                                                          | Stetten (Donau)                   | Stetten (Donau)              |
| Haltepunkt / Haltestelle | 9,077                                                          | Mühlheim (b Tuttlingen)           | 638 m                        |
| Brücke über Wasserlauf | 12,100                                                         | Donau                             | Donau                        |
| Brücke | 12,950                                                         | Brücke über Feldweg               | Brücke über Feldweg          |
| Brücke über Wasserlauf | 13,210                                                         | Donau                             | Donau                        |
| Bahnhof | 13,722                                                         | Fridingen (b Tuttlingen)          | 632 m                        |
| Abzweig geradeaus und nach links |                                                                | zum Hammerwerk Fridingen          | zum Hammerwerk Fridingen     |
| Brücke über Wasserlauf | 14,330                                                         | Bära                              | Bära                         |
| Tunnel | 14,380                                                         | Schanztunnel (684 m)              | 634 m                        |
| Brücke über Wasserlauf | 16,520                                                         | Donau                             | Donau                        |
| Haltepunkt / Haltestelle | 17,353                                                         | Beuron                            | 618 m                        |
| Brücke über Wasserlauf | 19,110                                                         | Donau                             | Donau                        |
| Tunnel | 19,260                                                         | Käpfle-Tunnel (180,9 m)           | Käpfle-Tunnel (180,9 m)      |
| Bahnhof | 23,642                                                         | Hausen i Tal                      | 599 m                        |
| ehemaliger Bahnhof | 30,592                                                         | Thiergarten (Hohenz)              | 595 m                        |
| Brücke über Wasserlauf | 30,960                                                         | Donau                             | Donau                        |
| Tunnel | 31,040                                                         | Thiergartener Tunnel (275 m)      | Thiergartener Tunnel (275 m) |
| Brücke über Wasserlauf | 31,570                                                         | Donau                             | Donau                        |
| Brücke über Wasserlauf | 32,300                                                         | Donau                             | Donau                        |
| ehemaliger Bahnhof | 33,090                                                         | Gutenstein                        | 587 m                        |
| Tunnel | 34,210                                                         | Dietfurther Tunnel (74 m)         | Dietfurther Tunnel (74 m)    |
| Brücke über Wasserlauf | 34,350                                                         | Donau                             | Donau                        |
| Brücke über Wasserlauf | 35,870                                                         | Schmeie                           | Schmeie                      |
| Abzweig geradeaus und von links |                                                                | von Tübingen                      | von Tübingen                 |
| Blockstelle | 37,119                                                         | Inzigkofen                        | 580 m                        |
| Strecke |                                                                | nach Sigmaringen                  | nach Sigmaringen             |
| |                                                                |                                   |                              |
| Quellen: |                                                                |                                   |                              |

Die Bahnstrecke Tuttlingen–Inzigkofen ist eine eingleisige und nicht elektrifizierte 37,08 Kilometer lange Eisenbahnstrecke im südlichen Baden-Württemberg. Die Hauptbahn verbindet den Bahnknoten Tuttlingen mit dem einstigen Abzweigbahnhof Inzigkofen, der heute nur noch eine Abzweigstelle ist, wo sie in die Bahnstrecke Tübingen–Sigmaringen einmündet. Die Strecke verläuft auf gesamter Länge entlang der jungen Donau und wird daher von der Deutschen Bahn als Teil der Donaubahn von Donaueschingen nach Ulm eingeordnet.
Die Königlich Württembergischen Staats-Eisenbahnen und die Badischen Staatseisenbahnen eröffneten die Strecke 1890 auf Druck des deutschen Generalstabs als Teil des strategischen Bahnbaus zur Umgehung der Schweiz. Gemeinsam mit drei weiteren strategischen Bahnstrecken in Südbaden betrachtete das Militär sie im Zusammenhang mit einem weiteren Krieg mit Frankreich für notwendig. Seit 1901 ist sie in Verbindung mit der Höllentalbahn und der Bahnstrecke Ulm–Sigmaringen Teil der überregionalen Eisenbahnverbindung von Freiburg im Breisgau nach Ulm.
Die Brücken, Stellwerke, Tunnel, Böschungen, Wärterhäuschen und die nach jeweils badischer oder württembergischer „Philosophie“ erbauten Bahnhöfe sind heute eingetragene Kulturdenkmale; der Oberbau mit den Schienen ist allerdings nicht geschützt.

## Verlauf
Die Bahnstrecke Tuttlingen–Inzigkofen erstreckt sich über zwei Landkreise und ist in zwei Verkehrsverbünde integriert. Zwischen Tuttlingen und Fridingen an der Donau verläuft sie durch den Landkreis Tuttlingen und dessen Verkehrsverbund Schwarzwald-Baar-Heuberg (Move), während sie ab Beuron durch den Landkreis Sigmaringen führt und in den Verkehrsverbund Neckar-Alb-Donau (NALDO) eingegliedert ist. Der Hauptort der Gemeinde Beuron wurde 2003 ebenfalls in den damals neuen TUTicket-Tarifbereich eingegliedert, um eine Verbundlücke zu vermeiden.
Bekannt ist die Strecke insbesondere wegen ihrer reizvollen Lage im Naturpark Obere Donau beziehungsweise am Südrand der Schwäbischen Alb, sie gilt als eine der landschaftlich schönsten Deutschlands. Dabei ist sie vor allem bei Radtouristen beliebt, der Donauradweg von Donaueschingen nach Wien folgt ihr über weite Teile.

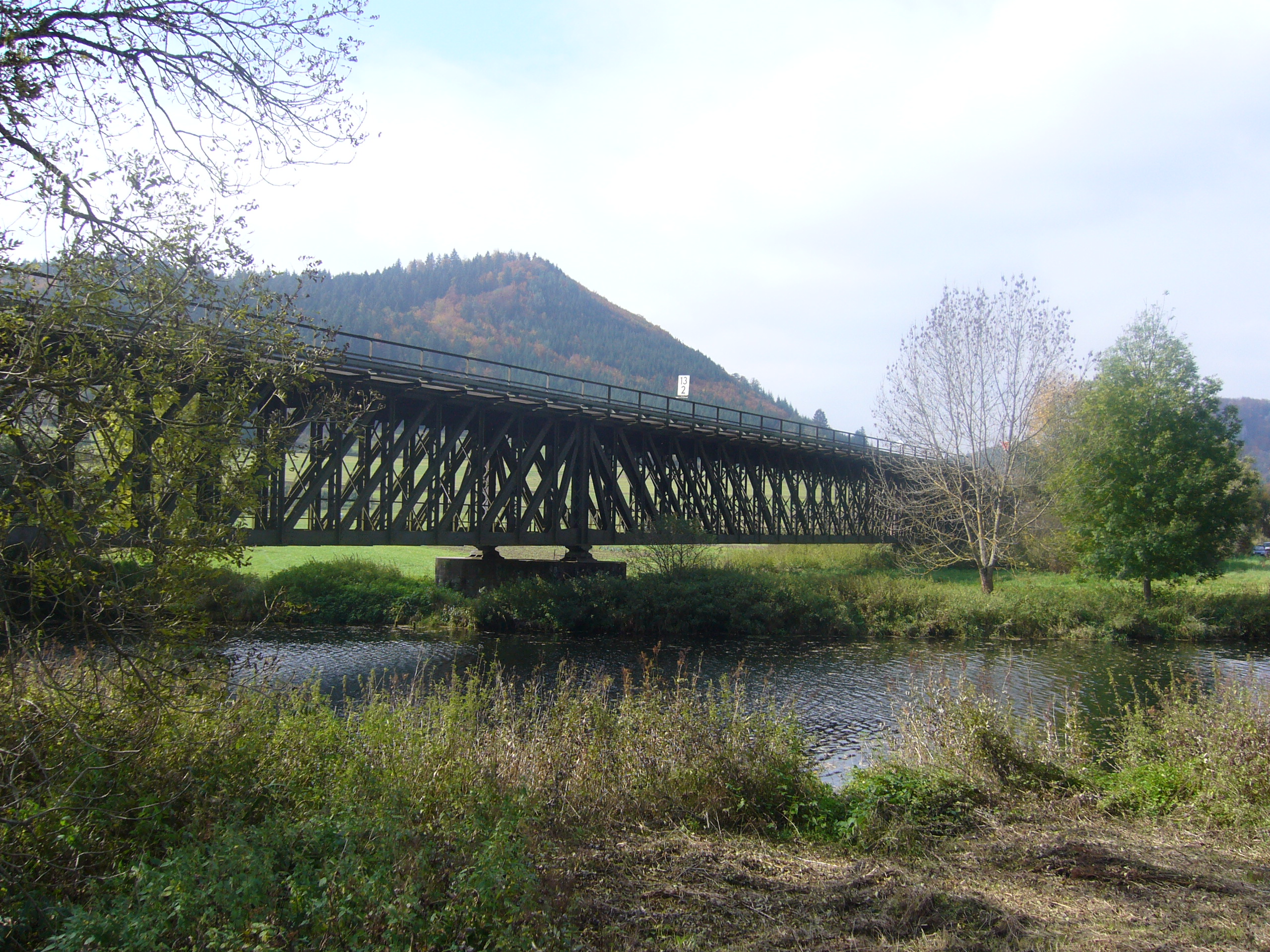
Donaubrücke bei Fridingen
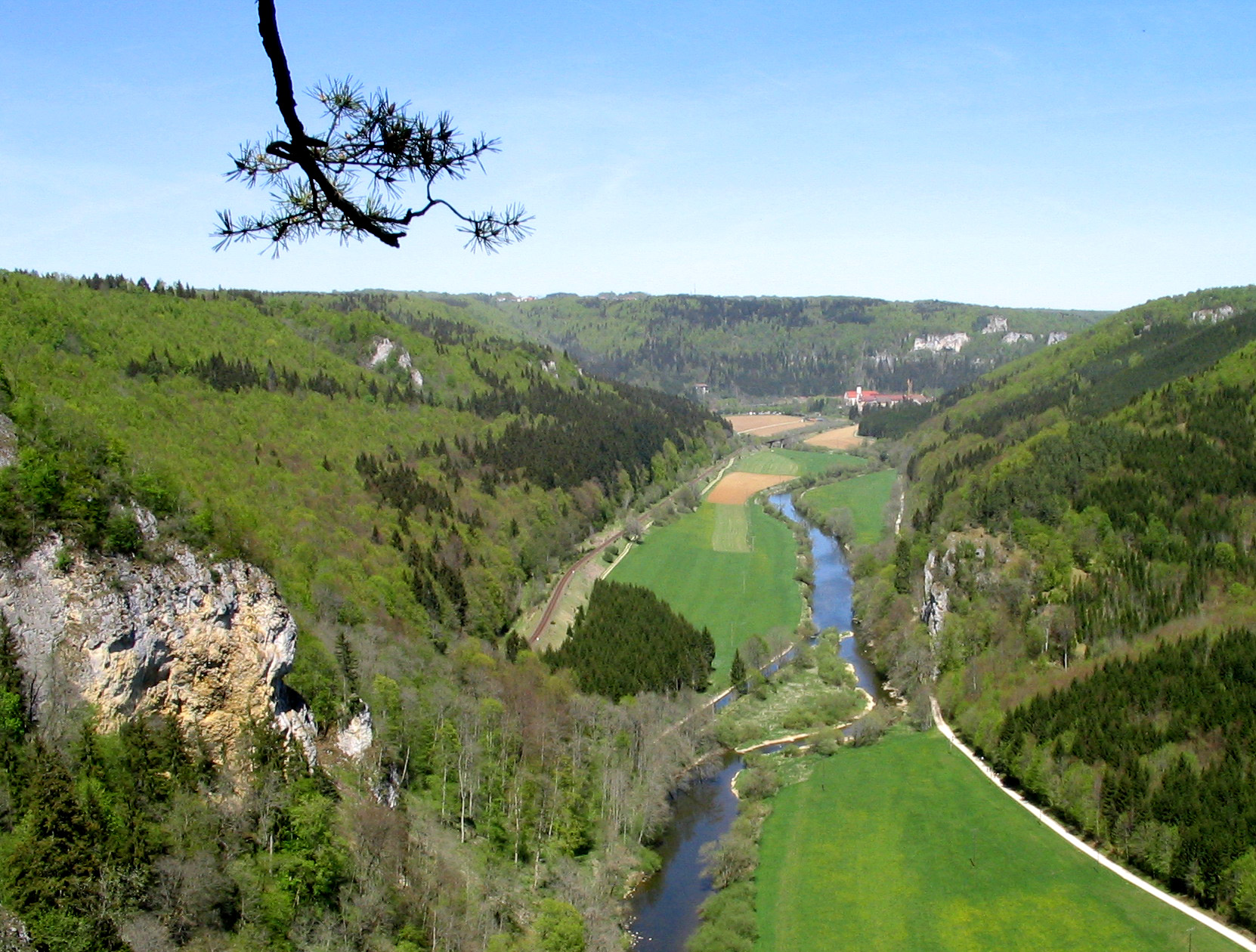
Die Strecke westlich Beuron vom Knopfmacherfelsen aus gesehen
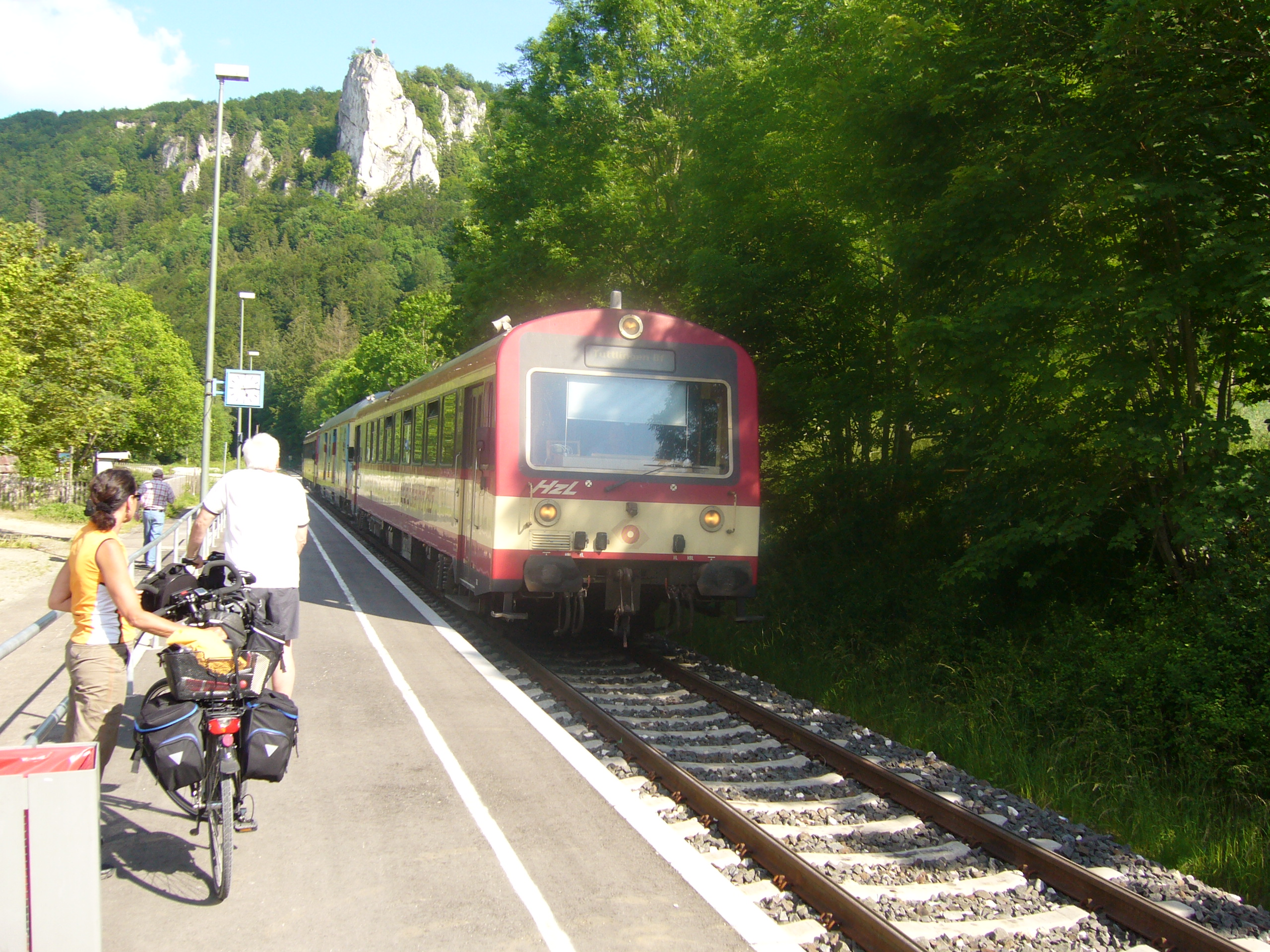
Haltepunkt Beuron
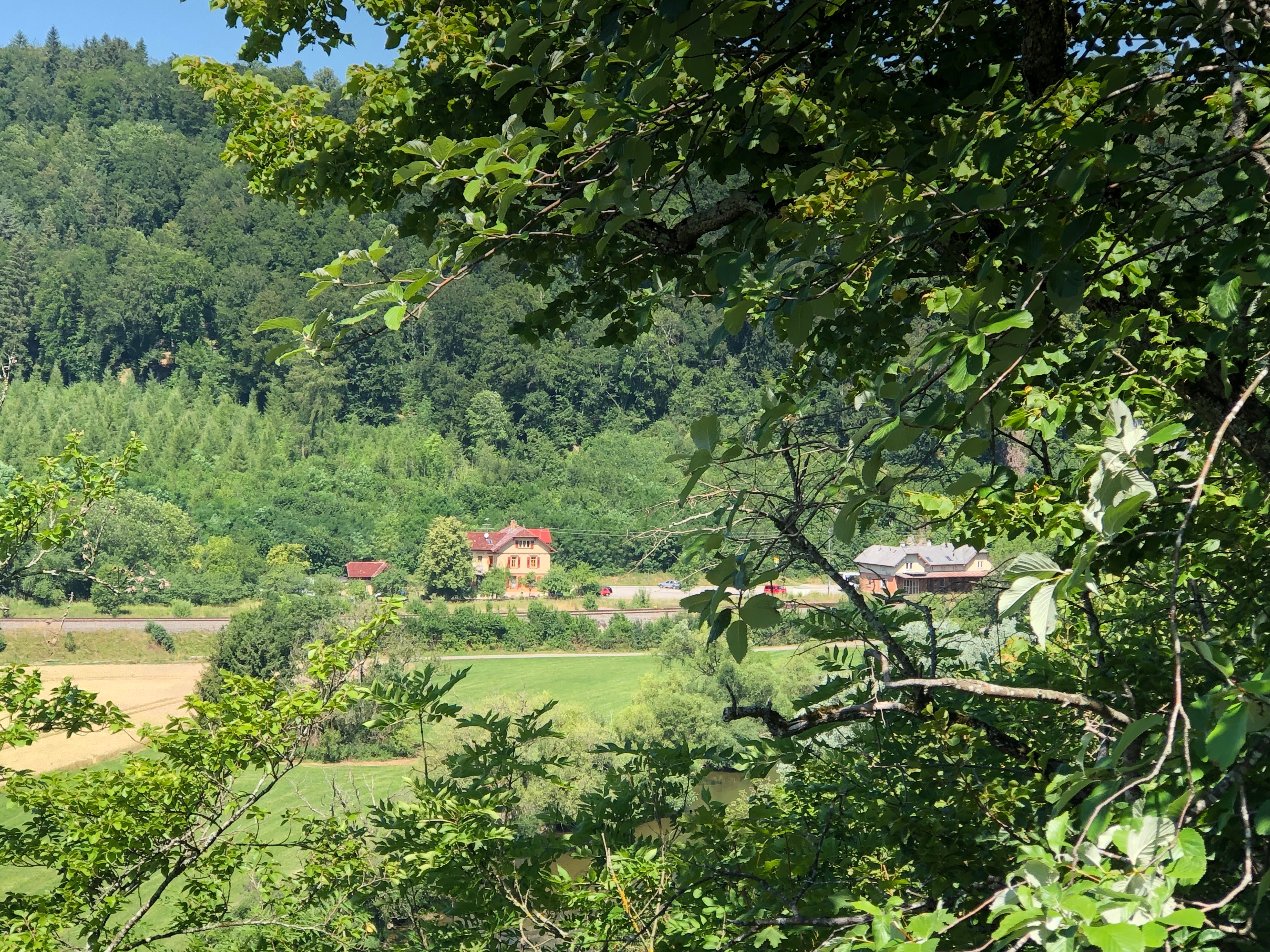
Der Bahnhof Inzigkofen vom Aussichtspunkt „Känzele“ im Fürstlichen Park Inzigkofen aus gesehen

## Geschichte

### Grenzproblematik und erste Initiativen zum Bahnbau
Die Lage zwischen den Ländern Württemberg, Baden und den seit 1850 zu Preußen gehörenden Hohenzollernschen Landen erschwerten den Bau der Strecke, welche mehrfach die damaligen Landesgrenzen quert. Sie wurde von den Königlich Württembergischen Staats-Eisenbahnen im Anschluss an die Schwarzwaldbahn von Offenburg nach Singen (Hohentwiel) errichtet, die zuvor von den Badischen Staatseisenbahnen gebaut wurde. Preußen beteiligte sich nicht am Bau der Strecke, obwohl sie teilweise über hohenzollerisches Gebiet führte.
Erste Überlegungen zum Bau einer Eisenbahnstrecke von Ulm donauaufwärts entstanden bereits in den 1850er Jahren. Wie vielerorts gründeten sich auch in den Städten und Gemeinden entlang der Donau Eisenbahnkomitees, die sich für den Bau einer solchen Strecke einsetzten. 1861 traten 17 dieser Eisenbahnkomitees mit einer Denkschrift an die Öffentlichkeit, die sich für eine Ost-West-Verbindung von Ulm über Ehingen, Mengen, Meßkirch und Singen ins schweizerische Schaffhausen mit Anschluss nach Tuttlingen sowie an die noch in der Planungsphase befindliche Schwarzwaldbahn starkmachte. Auch wurde zu dieser Zeit der Bau einer Eisenbahnlinie entlang der Donau als Teilstück einer europäischen Magistrale von Wien nach Paris diskutiert. Da eine Eisenbahnstrecke von Ulm nach Wien zu Beginn der 1860er Jahre bereits bestand und Paris im Osten bereits mit Chaumont verbunden war, wurde ein Lückenschluss von Ulm entlang der Donau bis Donaueschingen und weiter durch den Schwarzwald nach Freiburg im Breisgau, über den Rhein und die Vogesen nach Chaumont als kürzeste Verbindung zwischen Paris und Wien diskutiert und insbesondere auch von Städten entlang der Donau propagiert. Neben den erheblichen topografischen Problemen, die den Bau einer solchen Bahnstrecke mit den Mitteln der damaligen Zeit verursacht hätten, kamen die vielen Staatsgrenzen hinzu, die bei solch einer Streckenführung hätten überquert werden müssen.

### Bau auf militärischen Druck

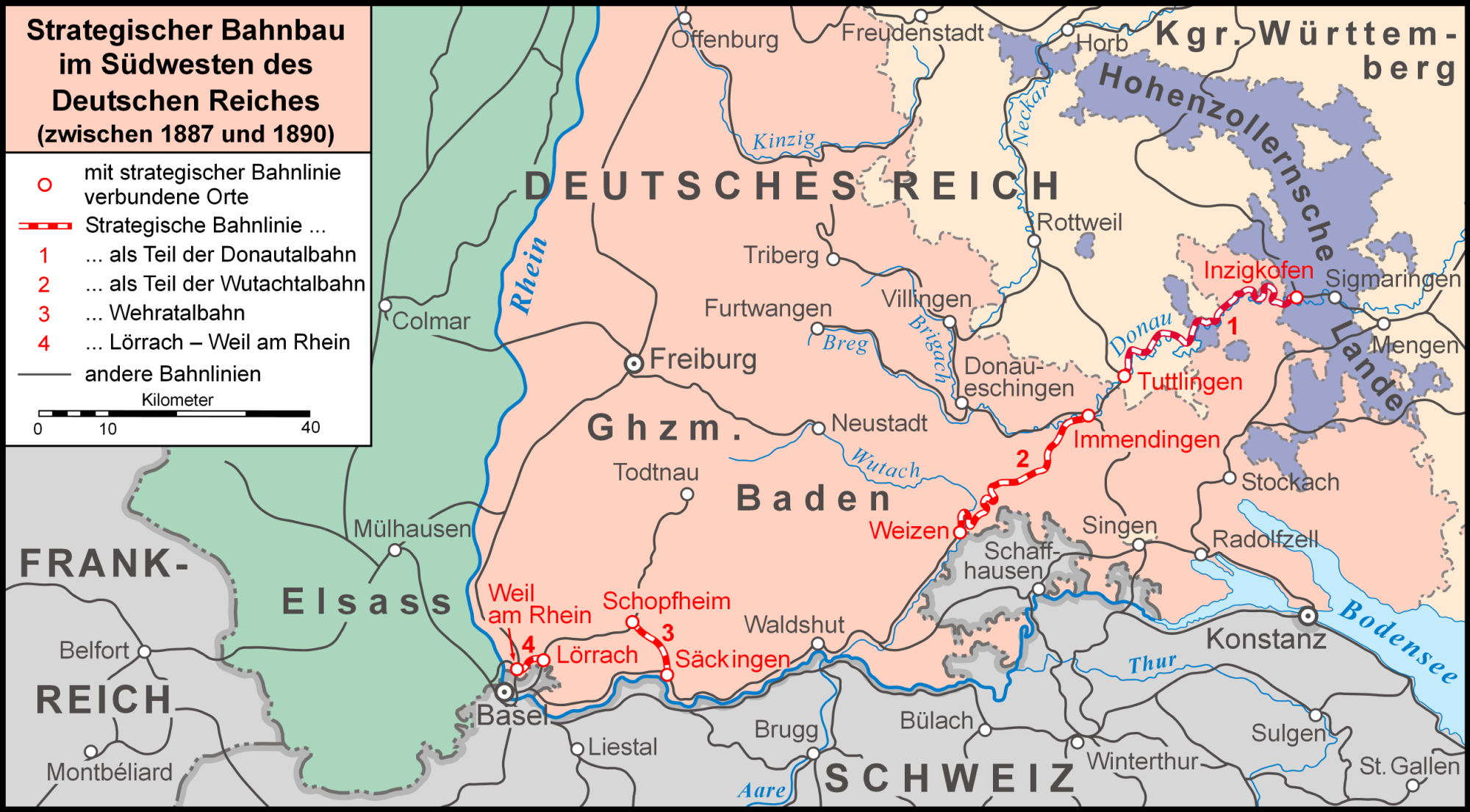
Die Strecke von Tuttlingen nach Inzigkofen als Teil des strategischen Bahnbaus zwischen Weil am Rhein und Inzigkofen, inklusive der damaligen Grenzverläufe

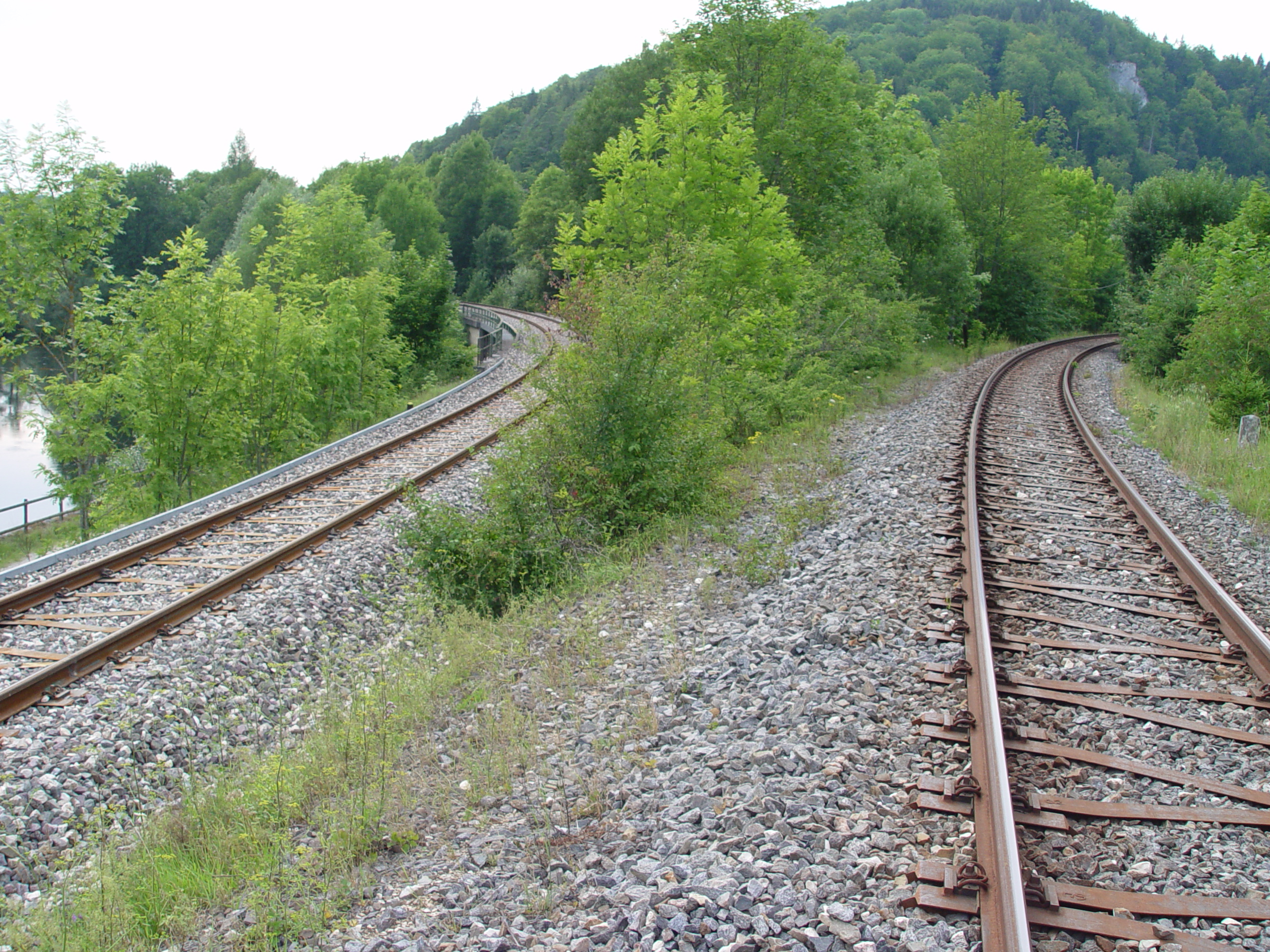
Abzweig der Bahnstrecke nach Tuttlingen bei Inzigkofen, das seit 1878 von Tübingen her erreicht wird

Im Jahr 1873 bestand bereits die Strecke Ulm–Sigmaringen, jedoch fehlte die Weiterführung nach Westen und damit ein Anschluss an die Bahnstrecke Plochingen–Immendingen in Tuttlingen. Um diesen Missstand zu beheben, schlossen Württemberg und Baden am 22. Mai 1875 einen Staatsvertrag, der Württemberg berechtigte, innerhalb der nächsten 15 Jahre eine Eisenbahnstrecke von Inzigkofen nach Tuttlingen zu bauen, ohne aber einen Termin für einen Baubeginn festzulegen.
Obwohl die Gemeinden zwischen Sigmaringen und Tuttlingen sowie die Stadt Tuttlingen selbst immer wieder auf den Bau der Bahn drängten, tat sich danach über mehr als zehn Jahre sehr wenig. Lediglich den 5,1 Kilometer langen Abschnitt zwischen Sigmaringen und Inzigkofen erbauten die Königlich Württembergischen Staats-Eisenbahnen als Teil der Bahnstrecke Tübingen–Sigmaringen; er wurde 1878 fertiggestellt.
Dies änderte sich erst grundlegend, als sich Mitte der 1880er Jahre der deutsche Generalstab für die Strecke zu interessieren begann. Die Generalität hatte dabei vor allem die Erfahrung des Deutsch-Französischen Kriegs 1870/1871 vor Augen. Die Eisenbahn hatte sich in diesem Krieg als äußerst hilfreich erwiesen, und für den Fall eines weiteren Kriegs gegen Frankreich ging man davon aus, dass eine leistungsfähige Ost-West-Verbindung für einen Sieg unabdingbar sein würde. Problematisch für die Militärs war dabei insbesondere der Nachschub von Truppen und Gerät von Bayern und Württemberg ins 1871 annektierte Elsass. Hierfür war eine Schienenverbindung von der Bundesfestung Ulm zur Zitadelle Belfort von zentraler Bedeutung. Die bereits vorhandene Hochrheinbahn führte aber durch den Kanton Schaffhausen sowie durch Basel und damit durch Schweizer Gebiet. Eine militärische Nutzung dieser Strecke war im Staatsvertrag zwischen Baden und der Schweiz bereits 1865 ausgeschlossen worden. Diese Linie war so im Kriegsfall unbrauchbar. Der deutsche Generalstab stellte deshalb Überlegungen an, sogenannte strategische Bahnen zur Umgehung Schweizer Territoriums im Kriegsfall zu bauen. In diesem Zusammenhang wurde nun der Bau der Strecke Tuttlingen–Inzigkofen interessant, die Teil dieses militärisch motivierten Bahnnetzes werden sollte.

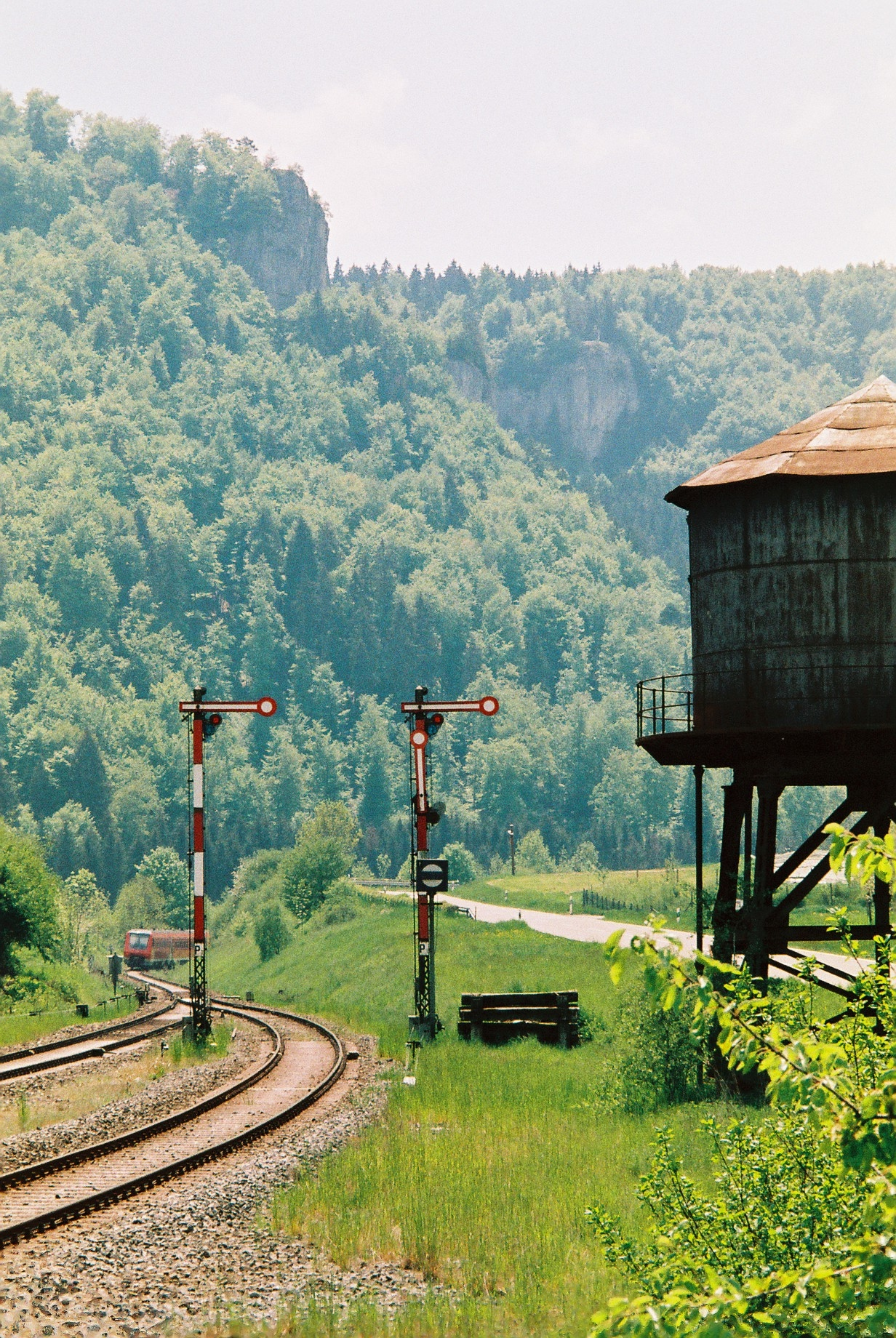
Wasserturm in Hausen im Tal

Dabei sollte eine Strecke zur Umgehung des Kantons Schaffhausen nach Waldshut entstehen, was zum Bau der Wutachtalbahn führte. Von Waldshut bis Säckingen konnte man die in diesem Abschnitt ausschließlich auf deutschem Territorium verlaufende Hochrheinbahn nutzen. In Säckingen sollte diese wieder verlassen und eine Verbindung mit Schopfheim hergestellt werden, was den Bau der Wehratalbahn zur Folge hatte. Von Schopfheim bis Lörrach war mit der Wiesentalbahn wieder eine befahrbare Strecke vorhanden, und man musste schließlich nur noch die Bahnstrecke Weil am Rhein–Lörrach als Verbindung zur seit 1872 bestehenden Eisenbahnstrecke nach Saint-Louis herstellen, wo eine Anschlussverbindung nach Belfort bestand. Auf militärischen Druck kam es zum Bau dieser auch Kanonenbahnen genannten Militärstrecken. 1887 sicherte der Generalstab den Lückenschluss zwischen Tuttlingen und Inzigkofen vertraglich ab und am 26. November 1890, 15 Jahre nach dem Staatsvertrag zwischen Württemberg und Baden, konnte die Strecke eingeweiht werden. Dies geschah mit einer Sonderzug-Fahrt, an der neben dem württembergischen Ministerpräsidenten Hermann von Mittnacht, badischen und hohenzollerischen Vertretern vor allem führende Generäle des deutschen Generalstabs teilnahmen. Das Deutsche Reich, dessen Generäle am nachdrücklichsten zum Bau der Strecke gedrängt hatten, finanzierte einen Großteil der Baukosten. Aber auch Württemberg, das ein großes ziviles Interesse am Lückenschluss zwischen Tuttlingen und Inzigkofen hatte, beteiligte sich mit erheblichen Mitteln. Der Bau der Strecke erfolgte um 1890 mit Hilfe italienischer Gastarbeiter.

### 1890–1950: Zwischen Ausbau und Kriegszerstörung
Den hohen Erwartungen der Militärs, die man in die Strecke in Verbindung mit den strategischen Umgehungsbahnen in Südbaden setzte, konnte die Verbindung jedoch weder im Ersten noch im Zweiten Weltkrieg gerecht werden.
Pläne der Deutschen Reichsbahn aus dem Jahr 1937, die Strecke wegen ihrer militärstrategischen Bedeutung vollständig zweigleisig auszubauen, fanden während des Zweiten Weltkriegs starke Beachtung, wurden nach dessen Ende aber nicht mehr aufgenommen. In Tuttlingen, das mit der Vollendung der Strecke nach Inzigkofen zum Knotenbahnhof wurde, ersetzte die Reichsbahndirektion Stuttgart zwischen 1928 und 1933 den alten Bahnhof durch eine neue Anlage.
Mit der Fertigstellung der Höllentalbahn von Donaueschingen nach Freiburg 1901 war erstmals die schon in den 1850er Jahren diskutierte Verbindung von Ulm nach Freiburg möglich, die ab 1909 durch Eilzüge hergestellt wurde, welche ab 1912 teilweise sogar bis Colmar liefen. Außerdem verkehrten ab 1913 auch Schnellzüge von München nach Freiburg. Diese führten teilweise sogar Speisewagen. Die Durchschnittsgeschwindigkeit entlang der Donau blieb aber trotz dieser Fernverkehrsfunktion mit normalerweise unter 50 Kilometern pro Stunde recht niedrig. Trotz einiger Einschränkungen während der Weltkriege blieb der Fahrplan mit einer Mischung aus Personenzügen sowie langlaufenden Eil- und Schnellzügen bis 1945 relativ stabil. Zum Einsatz kam zunächst insbesondere die Württembergische Fc, die noch bis Mitte der 1920er Jahre den Betrieb prägte und die ab circa 1926 durch die DR-Baureihe 38.4 abgelöst wurde. Zwischen 1929 und dem Ende des Zweiten Weltkriegs dominierten mit der Baureihe 24 modernere Fahrzeuge. Der Güterverkehr war aufgrund der noch geringen Industrialisierung entlang der Strecke nur von geringer Bedeutung.
Gegen Ende des Zweiten Weltkriegs zerstörte der alliierte Luftkrieg gegen Deutschland auch den Tuttlinger Bahnhof. Die Strecke selbst wurde hingegen nur leicht beschädigt und blieb fast bis Kriegsende mit Einschränkungen befahrbar. Schweren Schaden richtete dagegen 1945 die sich im Rückzug befindliche Wehrmacht an, die einige Eisenbahnbrücken sprengte und so einen durchgehenden Verkehr bis 1950 unmöglich machte. Teilstrecken wurden aber bereits ab 1946 wieder bedient.

### Seit 1950: Zwischen Rückbau und Angebotsverbesserungen
Zu größeren Verbesserungen der Verkehrsinfrastruktur kam es nach 1950 kaum. Anfang der 1990er Jahre verkaufte die Deutsche Bundesbahn vermehrt Bahnanlagen an Privateigentümer. Zu einer Stilllegung der Strecke kam es aber nicht. Zum Einsatz kamen in den 1950er und 1960er Jahren vor allem ein veralteter und in kurzen Abständen wechselnder Bestand von Dampflokomotiven unterschiedlicher Herkunft. Bis 1955 dominierte die Württembergische C, die ab 1953 nach und nach von der Bayerischen S 3/6 abgelöst wurde, welche bis 1961 ihren Dienst auf der Strecke tat und anschließend von der Baureihe 03 ersetzt wurde. Die Baureihe 03 blieb bis 1971 im Einsatz, wurde aber ab 1966 mehr und mehr durch die dieselbetriebene Baureihe V 200 abgelöst.
Bis 1963 war die Württembergische T 5 für die Bespannung von Personenzügen von Bedeutung, was ab 1961 mehr und mehr die Baureihe 64 übernahm. Das Güterverkehrsaufkommen war wie schon vor dem Zweiten Weltkrieg gering und wurde bis 1976 normalerweise durch die Baureihe 50 bewältigt. Ab 1969 ersetzte die dieselbetriebene Baureihe V 90 die Baureihe 50 schrittweise. Seit den 1950er Jahren kamen aber vereinzelt auch Dieseltriebwagen im Personenverkehr zum Einsatz. Als erstes Dieselfahrzeug befuhr der VT 60.5 die Strecke. Ab 1961 kamen die in den 1970er Jahren dominierenden Uerdinger Schienenbusse dazu, die bis 1995 verkehrten, aber ab 1988 zunehmend durch die Baureihe 628 ersetzt wurden, die bis zum Beginn des neuen Jahrtausends einen Großteil des Betriebes erfüllte. Die Baureihe V 160 übernahm ab 1966 viele der langlaufenden Züge, ab 1975 kam die Baureihe 218 hinzu.
Am 25. Dezember 1959 stießen auf der Donaubrücke bei Gutenstein die Personenzüge P 3400 und P 3421 frontal zusammen. Ursache war, dass sowohl der Lokomotivführer als auch der Zugführer vergessen hatten, dass wegen des Weihnachtsfeiertags nach Sonntagsfahrplan gefahren wurde und sie deshalb in Thiergarten die Kreuzung mit dem Gegenzug hätten abwarten müssen. Bei dem Frontalzusammenstoß auf der Brücke stieg der erste Wagen des einen Zuges auf und zerquetschte den Führerstand der vor ihm stehen gebliebenen Tenderlokomotive 75 048. Der Lokomotivführer kam ums Leben, drei weitere Eisenbahner wurden schwer verletzt. Nur wegen der relativ geringen Geschwindigkeit beider Züge stürzte kein Fahrzeug von der Brücke.
Der Fahrplan der 1950er Jahre ähnelte dem Betrieb vor 1945. Durchgehende Züge von Ulm nach Frankreich entfielen allerdings genauso wie ab 1953 direkte Züge von München über Ulm nach Freiburg, die ab 1954 mit dem Kleber-Express über Memmingen–Aulendorf–Herbertingen anstatt über Ulm geführt wurden.
Bewirtschaftet wurde keiner der Züge mehr. Das Eilzug-Angebot blieb bis in die 1980er Jahre in etwa stabil, wobei sich die Durchschnittsgeschwindigkeit der Eilzüge bis in die 1980er Jahre auf 70 Kilometer pro Stunde erhöhte. Die Deutsche Bundesbahn dünnte die Nahverkehrsangebote auf der Strecke aber noch bis zu Beginn der 1990er Jahre aus. 1988 führte sie einen Taktfahrplan ein, der aber durch einige außer Takt verkehrende Züge verstärkt wurde. Die Züge verkehrten nun als RegionalSchnellBahn (RSB) im Zwei-Stunden-Takt von Ulm bis Neustadt (Schwarzw).
Seit den 1980er Jahren wurde die Infrastruktur der Strecke empfindlich zurückgebaut, so befanden sich an den heutigen Haltepunkten Nendingen, Mühlheim und Beuron jeweils vollwertig personalbesetzte Bahnhöfe mit Ausweichmöglichkeiten und teilweise Güterverladestellen. Die Zugangsstellen in Gutenstein und Thiergarten wurden geschlossen, lediglich Thiergarten wurde bis zum Jahr 2020 noch ausschließlich durch den Naturpark-Express bedient, da der Bahnsteigzugang durch das Zugpersonal geöffnet werden musste. Der ursprünglich vollwertige Bahnhof Inzigkofen wurde Anfang der 2000er Jahre zur Abzweigstelle umgestaltet, um das Gleis nach Tübingen für schnelle Neigetechnik ertüchtigen und somit bessere Fahrzeiten erreichen zu können. Lediglich in den Bahnhöfen Fridingen und Hausen im Tal sind noch Zugkreuzungen möglich, in Hausen im Tal ist einschränkend dazu nur an einem Gleis ein Bahnsteig vorhanden.
Im Jahr 2003 wurde der Kleber-Express eingestellt und der Abschnitt zwischen Tuttlingen und Fridingen in das Ringzug-Konzept integriert, so dass auch dieser – nach den Angebotsverschlechterungen der Bundesbahn-Zeit – in den Genuss besserer Verbindungen kam. Mit dem Fahrplanwechsel im Dezember 2019 wurde der bisherig geltende Zweistundentakt um einige Verdichtungen ergänzt, sodass über viele Tageszeiten stündlich ein Zug verkehrt.
Signalanlagen wurden im Laufe der neueren Geschichte nur vereinzelt erneuert, so wird der Bahnhof Tuttlingen seit 2004 mit einem Elektronischen Stellwerk (ESTW) aus der Betriebszentrale Karlsruhe ferngestellt, die Abzweigstelle Inzigkofen wurde 2001 zum ESTW Sigmaringen zugeschaltet.

## Betrieb

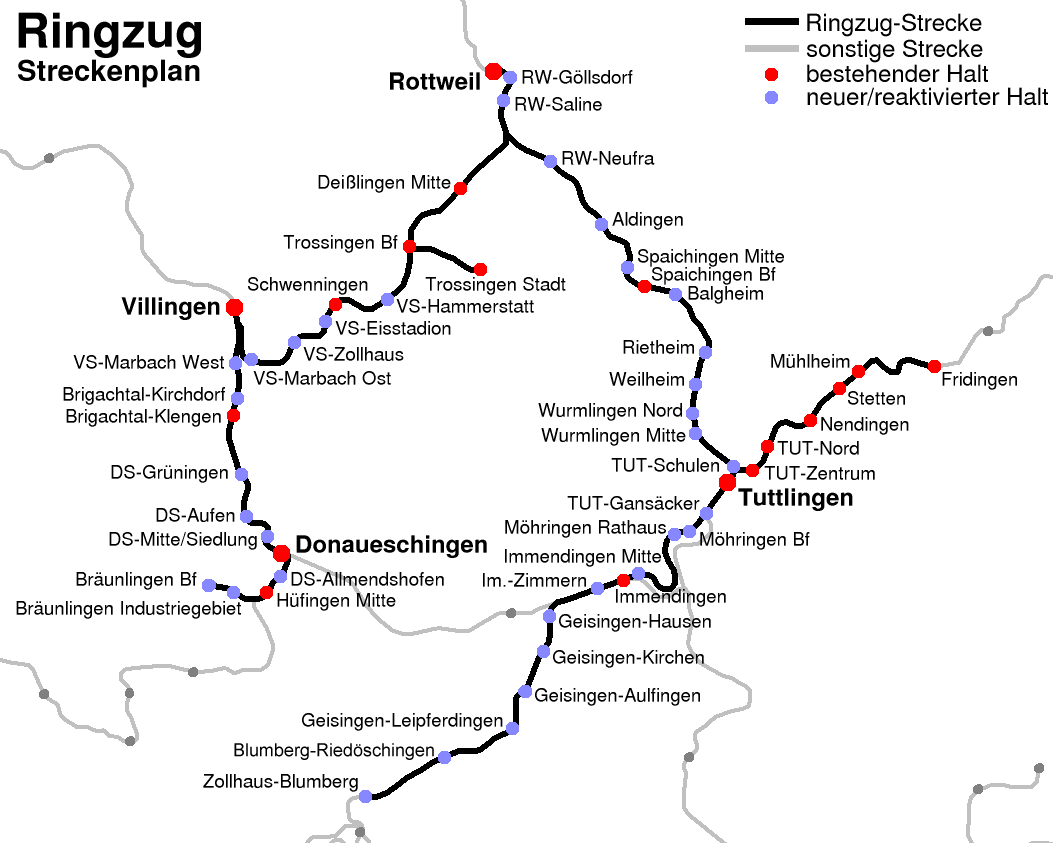
Der Abschnitt Tuttlingen–Fridingen als Teil des Ringzug-Systems

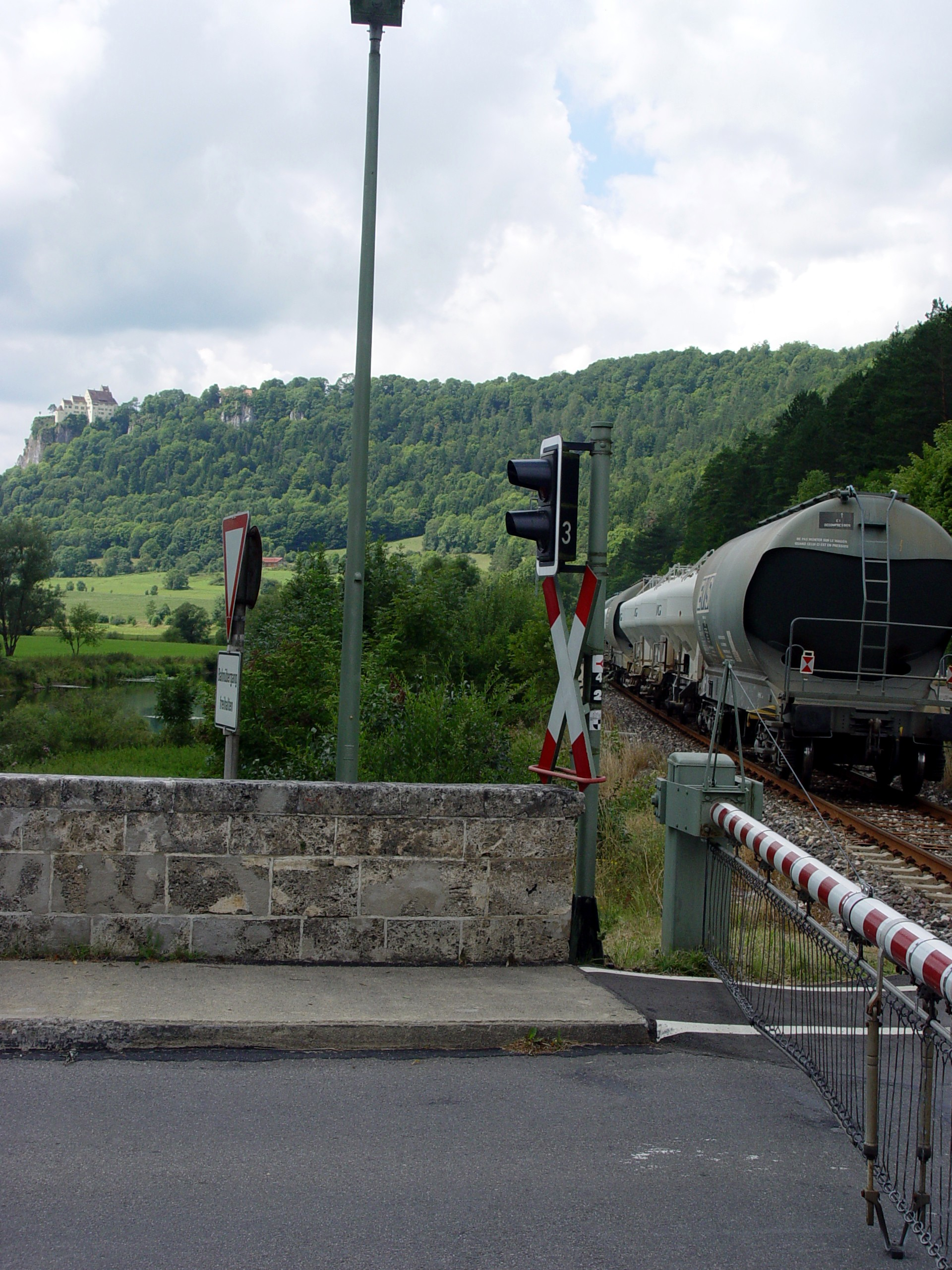
Güterzug in Hausen im Tal, im Hintergrund das Schloss Werenwag

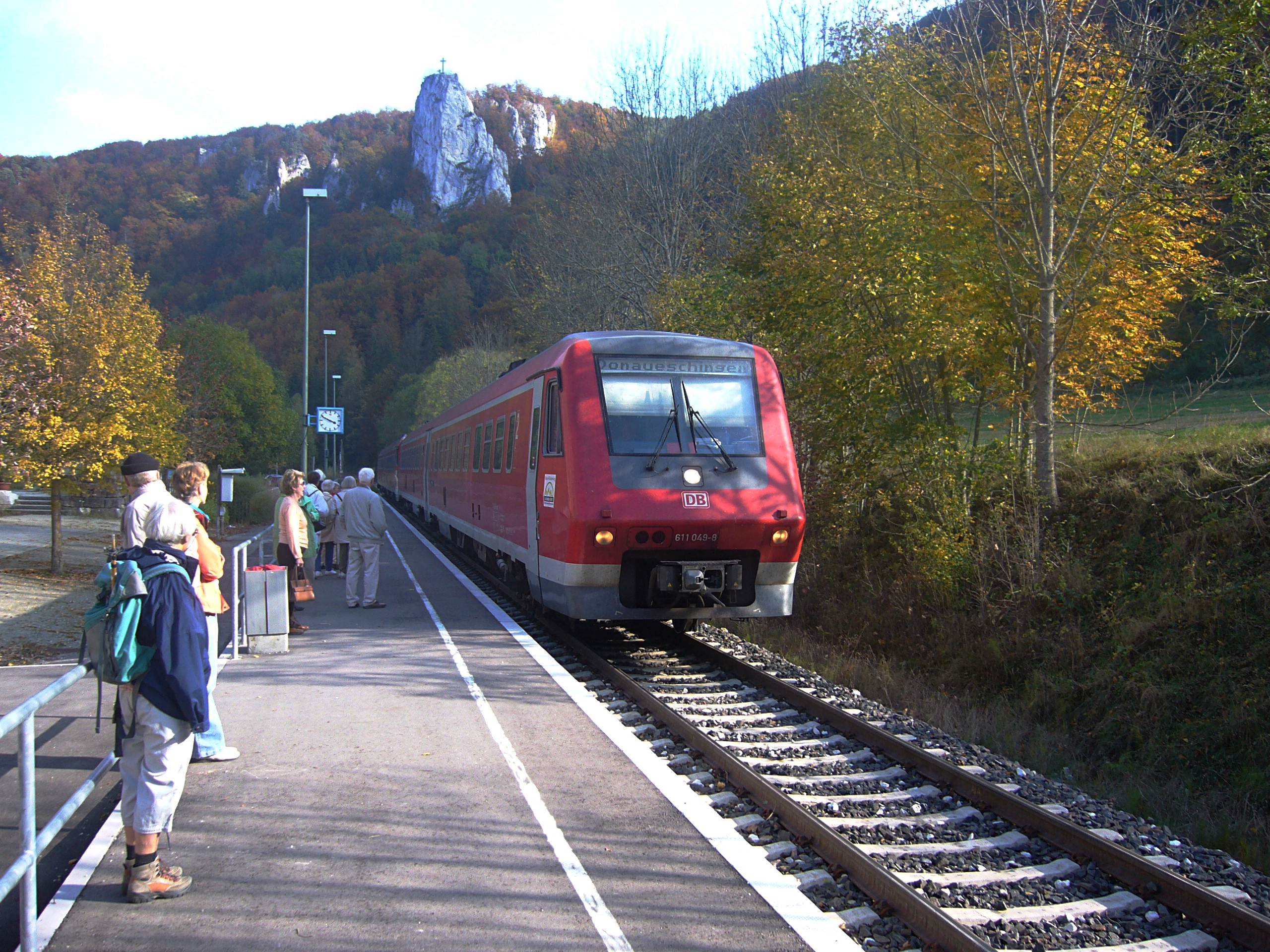
Regional-Express von Ulm nach Neustadt (Schwarzw) am Haltepunkt Beuron

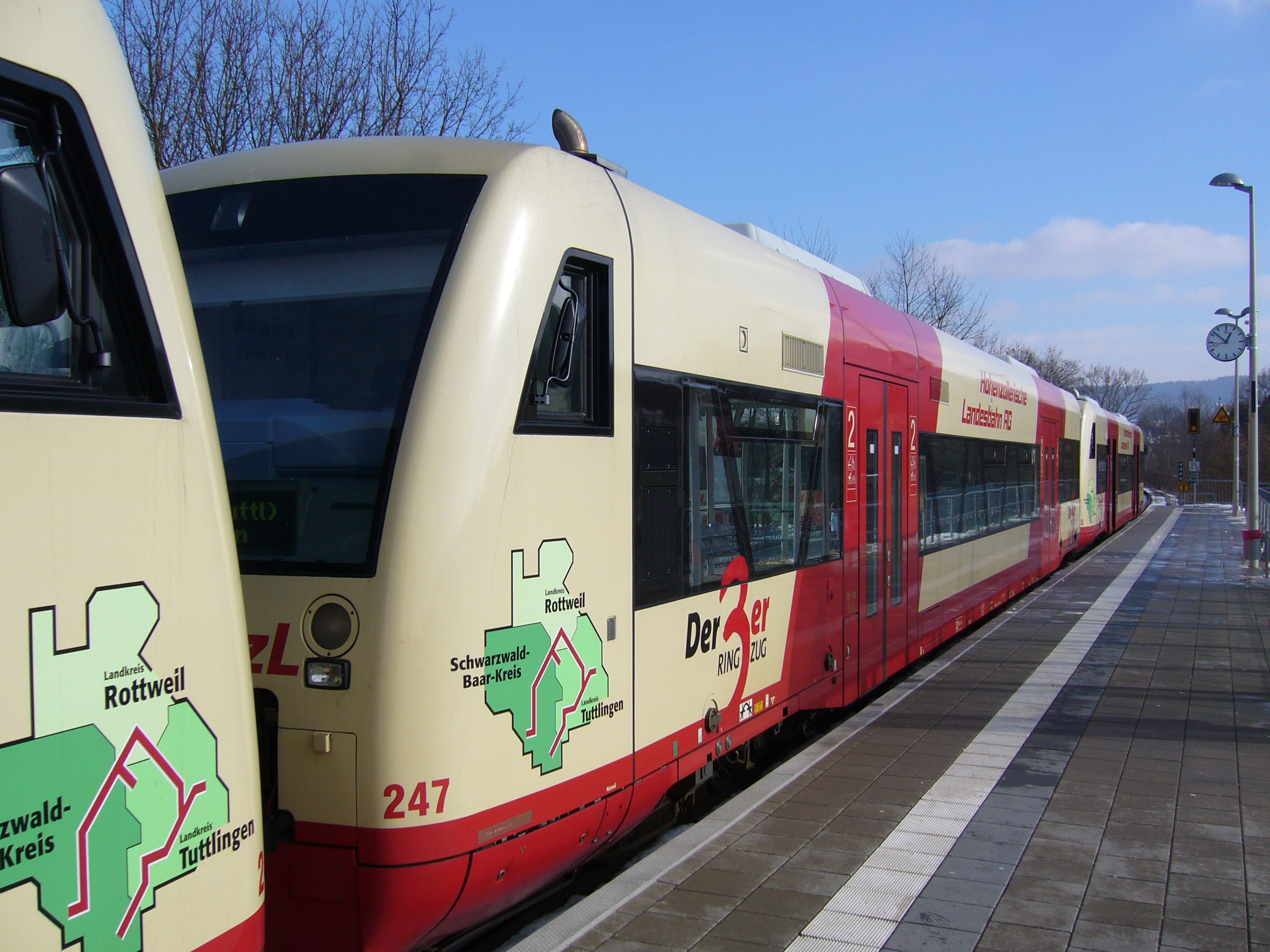
Ringzug in Dreifachtraktion am Haltepunkt Tuttlingen Zentrum

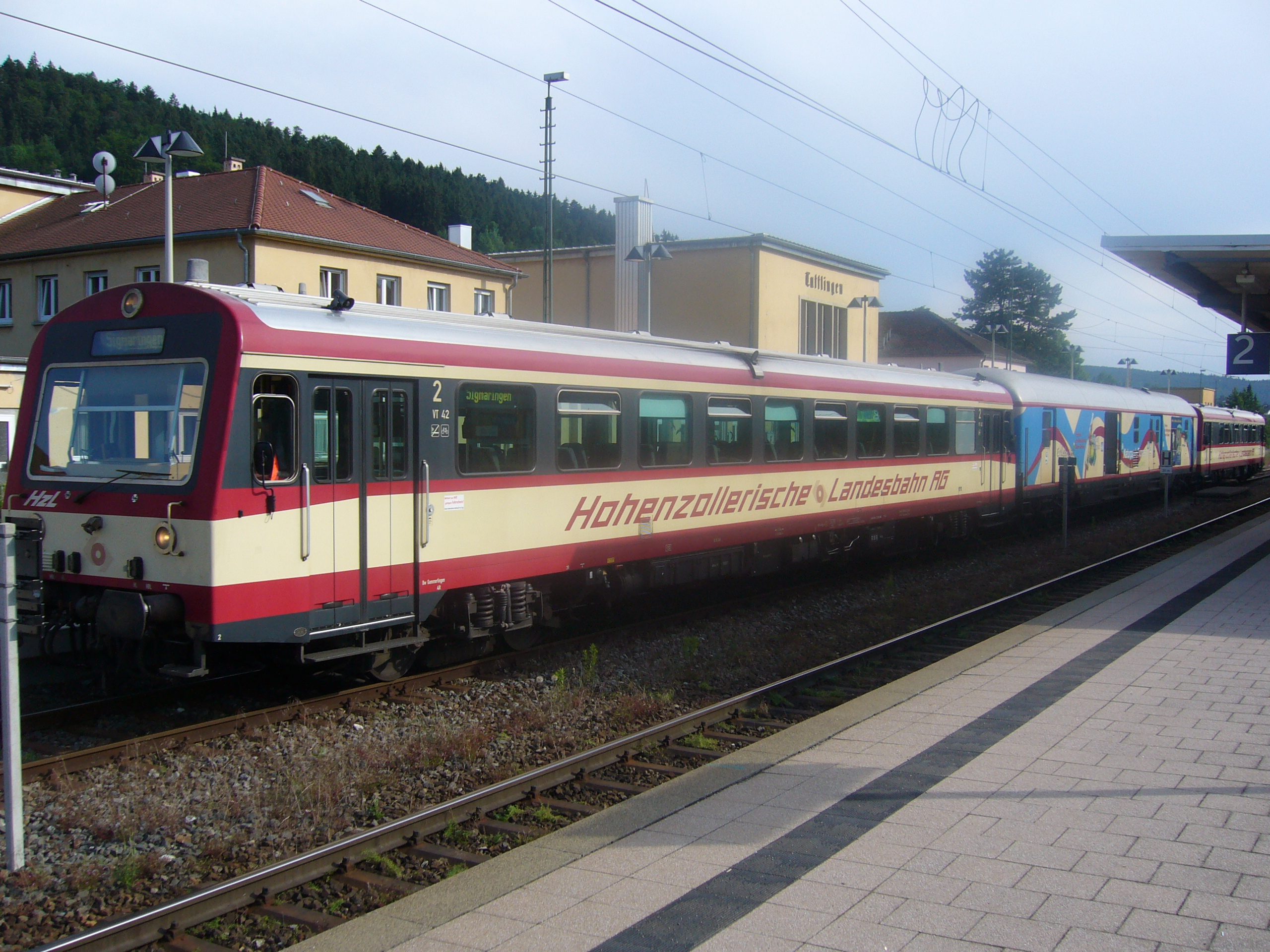
Naturpark-Express im Bahnhof Tuttlingen

### Personenverkehr
Im wochentäglichen Stundentakt (mit einzelnen Taktlücken) verkehren Regional-Express-Züge der Linie RE 55 zwischen Ulm und Donaueschingen (teilweise weiter nach Villingen). Diese werden von der DB Regio Baden-Württemberg betrieben, die hierfür Neigetechnik-Dieseltriebwagen der Baureihe 612 einsetzt. Züge der Regionalbahn-Linie RB 43 verkehren als Teil des Ringzug-Konzeptes von Fridingen nach Tuttlingen (zum Teil weiter nach Immendingen, Donaueschingen, Villingen oder Rottweil). Der Zugverkehr ist jedoch mit sechs Zugpaaren an Werktagen nicht vertaktet. Am Wochenende ruht der Ringzug-Verkehr überwiegend. Zwischen Mai und Mitte Oktober fährt an den Wochenenden und Feiertagen die Regionalbahn-Linie RB 43a zwischen Sigmaringen, Tuttlingen und Blumberg-Zollhaus respektive Donaueschingen als Freizeitexpress Obere Donau (bis 2020 als Naturpark-Express). Beide Linien werden von der Südwestdeutschen Landesverkehrs-GmbH (SWEG) betrieben, die hierzu Stadler Regio-Shuttle RS 1 einsetzt. Der zuvor angebotene Naturpark-Express verkehrte mit zwei NE-81-Triebwagen und einem dazwischen gekuppelten ehemaligen Bahnpostwagen für die Fahrradmitnahme.

### Güterverkehr
Im Güterverkehr bedient die Hohenzollerische Landesbahn (HzL) das Hammerwerk Fridingen und das Sägewerk Börsig, ebenfalls in Fridingen. Dieser wird vorwiegend mit Lokomotiven der Baureihe Voith Gravita erbracht.

### Stellwerke und Signalanlagen
Die Bahnhöfe Hausen im Tal und Fridingen verfügen noch über mechanische Stellwerke der Einheitsbauart. Die Weichen, die Einfahr- und Ausfahrsignale und die Schranken werden vom Fahrdienstleiter über Drahtzugleitungen gestellt und bedient. Im Bahnhof Tuttlingen ist seit 2004 ein elektronisches Stellwerk der Bauart Lorenz verbaut, das aus der Betriebszentrale Karlsruhe ferngesteuert wird.

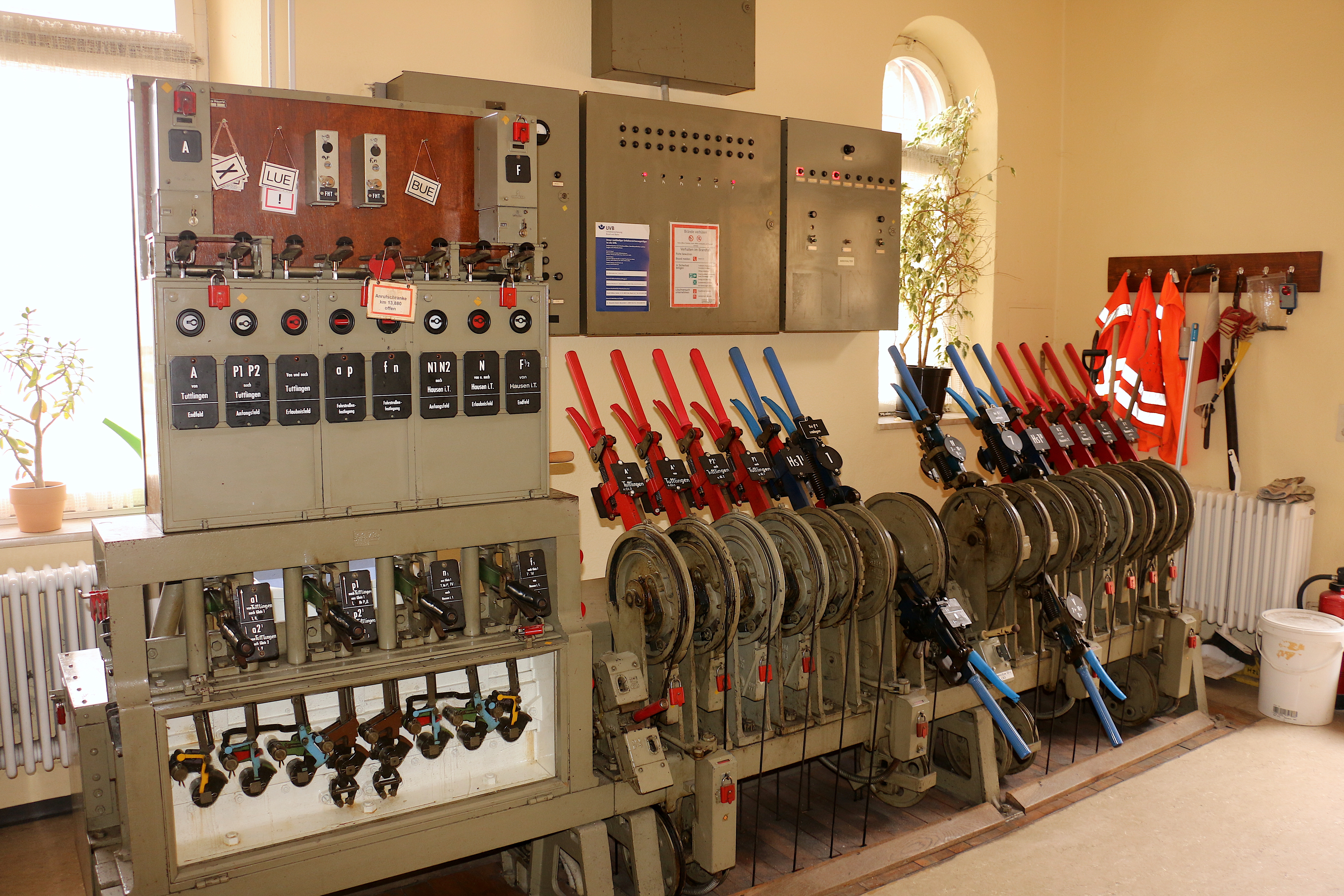
Das mechanische Stellwerk im Bahnhof Fridingen (2018)
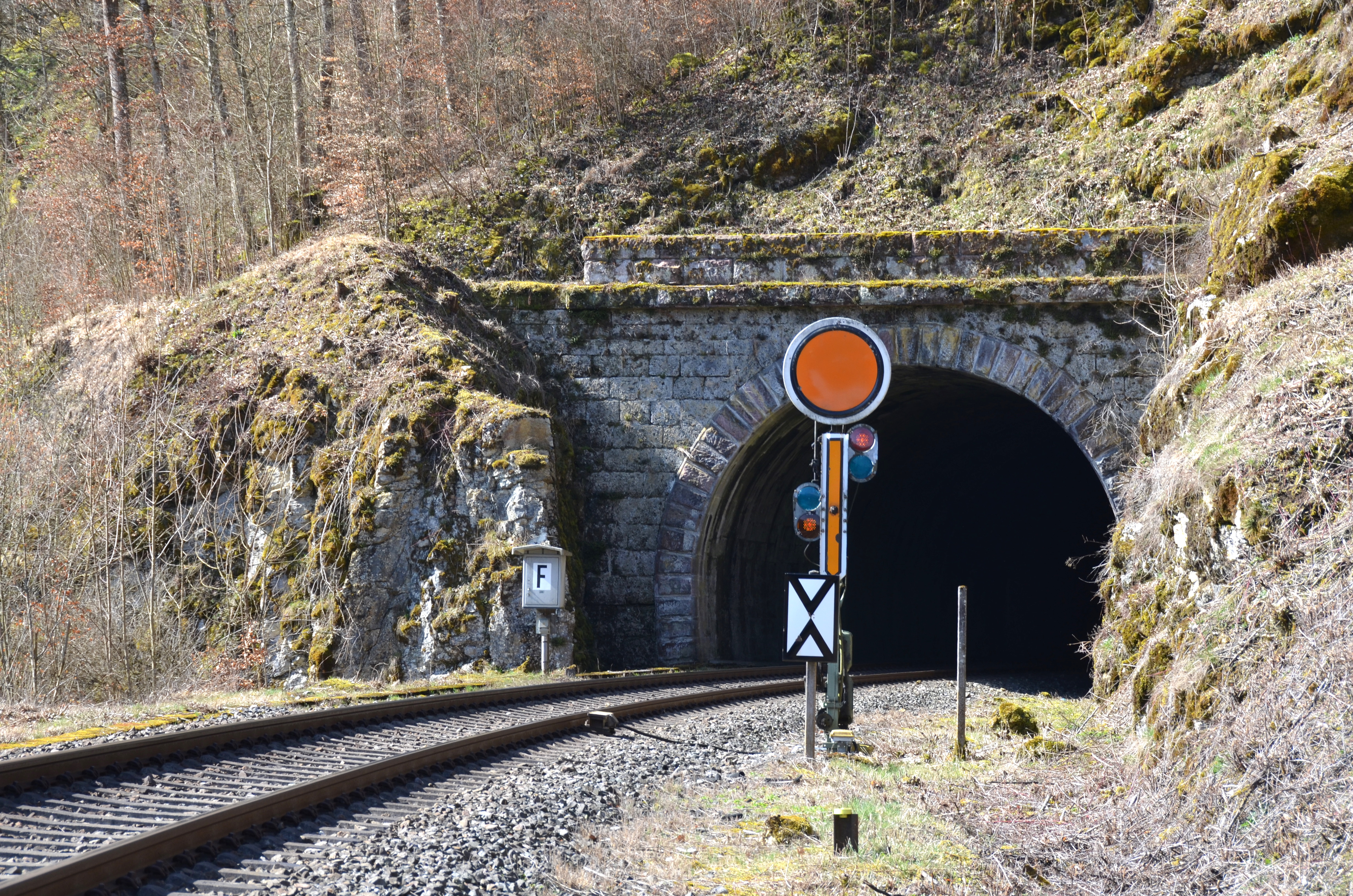
Einfahrvorsignal des Bf Fridingen als Formsignal (vor dem Schanztunnel)
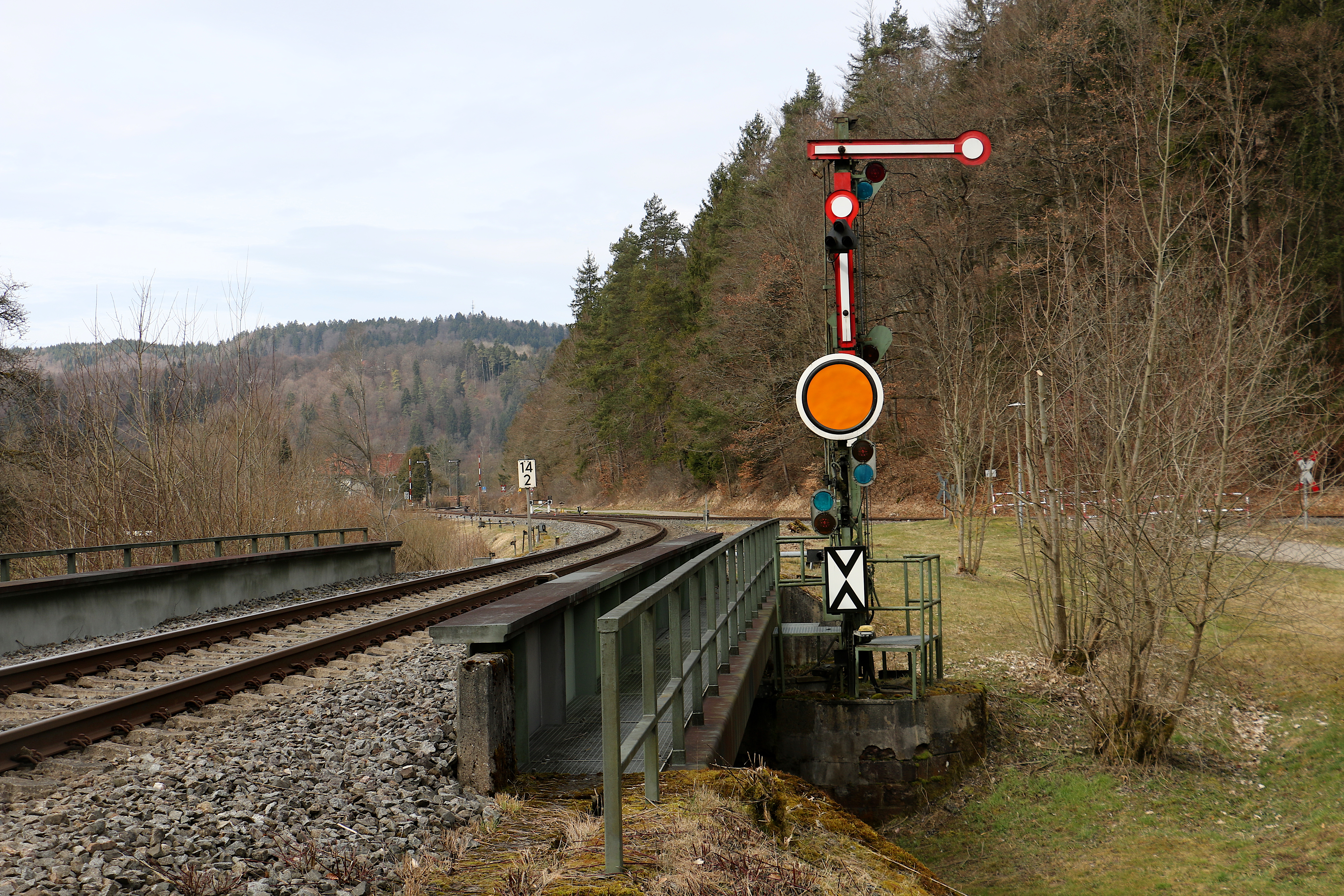
Formeinfahrsignal des Bahnhofs Fridingen (2018)

## Planungen
Obwohl die Strecke 2006 infolge der Kürzung der Regionalisierungsmittel kurzfristig sogar als stilllegungsgefährdet galt, kann ihr Bestand heute als gesichert gelten. Durch einen Ausbau der Strecke für Neigetechnik könnten die Fahrzeiten stark verkürzt werden. Die Studie Bodan Rail 2020, die die Potenziale des Bahnverkehrs im Bodensee-Grenzgebiet zwischen Süddeutschland, Vorarlberg, der Nordschweiz und Liechtenstein untersucht, prognostiziert zwischen Tuttlingen und Ulm eine Verdrei- bis Vervierfachung des Fahrgastaufkommens bis 2020, wenn die Reisezeiten insbesondere mittels Neigetechnik reduziert werden.
Ende September 2015 kündigte Baden-Württembergs Verkehrsminister Winfried Hermann an, mit zusätzlichen Regionalisierungsmitteln einen Stundentakt realisieren zu wollen. Dazu müssten Teile der Strecke zweigleisig ausgebaut werden. Eine Elektrifizierung werde erwogen. Eine Verdichtung des Fahrplans von Montag bis Freitag erfolgte zum Fahrplanwechsel im Dezember 2019, zu den meisten Tageszeiten gibt es seitdem einen Stundentakt. Das Verkehrsangebot am Wochenende wird im Winterhalbjahr weiterhin fast ausschließlich im Zweistundentakt gefahren.
Innerhalb des Projektes Ringzug 2.0 erhält die Strecke zwischen Tuttlingen und Fridingen an der Donau einen höheren Stellenwert, indem mit Infrastrukturausbauten ein stündlicher Regionalexpress und ein stündlicher Ringzug verkehren sollen. Dabei wird je nach Betriebskonzept eine Elektrifizierung oder das Verkehren mit Akkutriebwagen untersucht. Mindestens ein neuer Kreuzungsbahnhof soll dabei entstehen, wahlweise im Bereich Tuttlingen Schmelze oder in Mühlheim. Die weitere Strecke bis nach Sigmaringen bleibt dabei unberücksichtigt, auch der Regionalexpress soll langfristig mit Dieselkraftstoff oder anderen Antriebsarten verkehren. Erste Untersuchungen sind bereits erfolgt, mit einem Betriebsbeginn wird frühestens 2027 gerechnet. Ende 2021 wurde die Grundlagenermittlung und Vorplanung für das Projekt beauftragt, darunter für den Abschnitt zwischen Tuttlingen und Fridingen. Diese ersten beiden Planungsphasen sollen 2024 abgeschlossen werden.